# Липтовске Матјашовце
Липтовске Матјашовце (слч. Liptovské Matiašovce) насељено је мјесто са административним статусом сеоске општине (слч. obec) у округу Липтовски Микулаш, у Жилинском крају, Словачка Република.

## Становништво
| Година:    | 1994. | 2004.   | 2014.   | 2024.   |
| ---------- | ----- | ------- | ------- | ------- |
| Број људи: | 303   | 289     | 299     | 321     |
| Разлика:   |       | -4,62 % | +3,46 % | +7,35 % |

| Година:    | 2023. | 2024.   |
| ---------- | ----- | ------- |
| Број људи: | 322   | 321     |
| Разлика:   |       | -0,31 % |

Према подацима о броју становника из 2011. године насеље је имало 298 становника.